# Stefania Ciesielska-Borkowska
Stefania Ciesielska-Borkowska (Leópolis, 23 de junio de 1889-Cracovia, 3 de julio de 1966) fue una filóloga e hispanista polaca.
Nacida en Leópolis, entonces parte del Imperio austrohúngaro, realizó sus estudios en la universidad de esa ciudad. Se epecializó en filología románica y fue alumna de Edward Porębowicz, creador de la especialidad en el área de lengua polaca.
Fue profesora de francés y filosofía en la Universidad de Cracovia desde 1919. Se distinguió en la difusión de las lenguas y literaturas románicas, dedicando a la cultura española la mayor parte de sus investigaciones. En 1928 publicó Słownik encyklopedyczny francusko-polski (Diccionario enciclopédico francés-polaco).
Su tesis postdoctoral versaba sobre la influencia de la literatura española del misticismo en la polaca. Publicó trabajos sobre Tirso de Molina, Calderón de la Barca, Valle-Inclán, Unamuno, García Lorca y otros autores españoles. También publicó en 1954 un manual para la enseñanza del castellano, Primeros elementos de español.
En 1958 fundó en Cracovia la Asociación de la Cultura Ibérica en Polonia. Participó en el Primer Congreso Internacional de Hispanistas en Oxford.
A su muerte dejó sin publicar una extensa monografía sobre Lope de Vega y un manuscrito sobre los viajeros polacos en la península ibérica entre los siglos XV y XVIII. También dejó inconcluso el proyecto de crear una cátedra de filología hispánica en la Universidad de Cracovia.